# جانت دیتریش
جانت کریستین دیتریش (زادهٔ ۲۸ ژوئیه ۱۹۲۶ – درگذشته در ۵ ژوئن ۲۰۰۸) خلبان آمریکایی و یکی از اعضای مأموریت مرکوری ۱۳ بود که در اوایل دهه ۱۹۶۰ آزمایش‌های ناسا را که فضانوردان مرکوری ۷ گذراندند، پشت سر گذاشت.

## اوایل زندگی
جانت دیتریش که در سال ۱۹۲۶ در سان‌فرانسیسکو متولد شد و با نام «جَن» نیز شناخته می‌شد، دختر ریچارد دیتریش، که در تجارت واردات فعالیت داشت، و همسرش، ماریون بود. دیتریش از سنین پایین به پرواز علاقه‌مند شد و در ۱۶ سالگی گواهینامه دانشجویی خلبانی دریافت کرد. جان و خواهر دوقلوی همسانش ماریون تنها دختران کلاس هوانوردی در دبیرستان بورلینگیم بودند. دیتریش در دوران کارشناسی در دانشگاه کالیفرنیا، برکلی، رئیس باشگاه پروازی دانشگاه بود و در فرودگاه بین‌المللی اوکلند آموزش دید و در سال ۱۹۴۶ گواهینامه خلبانی خصوصی خود را دریافت کرد.
در سال ۱۹۴۷، جانت دیتریش و خواهرش ماریون در مسابقه‌ای هوایی که بین چیکو تا سن ماتئو برگزار می‌شد، شرکت کردند و مقام اول را کسب کردند و خلبانان مرد باتجربه را شکست دادند. پس از کسب مقام در مسابقات محلی دیگر، این خواهران خلبان در سال ۱۹۵۱ جام مقام دوم را در مسابقه بین‌قاره‌ای زنان، معروف به دربی پودر پاف (۱۹۴۷)، دریافت کردند. آن‌ها همچنین در مسابقه سال بعد شرکت کردند و با یک استینسون ویژر که یکی از شاگردان خلبانی دیتریش، دونالد پرل، در اختیارشان گذاشته بود، پرواز کردند.
اندکی پس از فارغ‌التحصیلی از برکلی در سال ۱۹۴۹، دیتریش به‌عنوان خلبان ارشد سسنا منصوب شد. در این سمت، دیتریش هواپیماهای چندموتوره را از کارخانه در ویچیتا تحویل می‌داد، پروازهای آزمایشی انجام می‌داد، پروازهای چارتر انجام می‌داد و بر مدارس آموزش پرواز نظارت می‌کرد. در سال ۱۹۵۳، او خلبان ارشد «سانتا مونیکا فلایرز» که یک مدرسه پرواز در سانتا مونیکا، کالیفرنیا بود، شد.
در اواخر دهه ۱۹۵۰، دیتریش به‌عنوان رئیس بخش پرواز شرکت ایر اوئیسیس در فرودگاه لانگ بیچ کار می‌کرد. بعدها، او به‌عنوان ممتحن خلبانی فدرال برای اداره هوانوردی فدرال فعالیت کرد و ارزیابی‌های خلبانی را انجام داده و گواهینامه‌ها را صادر می‌کرد.

## برنامه زنان در فضا
در سال ۱۹۶۰، دیتریش و خواهرش در میان گروهی منتخب از زنان خلبان بودند که به کلینیک لاولیس در آلبوکرکی دعوت شدند. در این کلینیک کارشناسان، فضانوردان احتمالی ناسا را ارزیابی می‌کردند. این زنان همان آزمایش‌های پزشکی و معایناتی را گذراندند که آلن شپرد، جان گلن و سایر مردانی که در نهایت به فضا سفر کردند، پشت سر گذاشتند. این آزمایش‌های گسترده شامل همه چیز از بلعیدن یک شلنگ لاستیکی ۳ فوتی تا نوشیدن آب رادیواکتیو بود. دیتریش که تنها ۵ فوت و ۳ اینچ قد و ۱۰۰ پوند وزن داشت، همانند خواهرش و ۱۱ زن دیگر این مجموعه آزمایش‌ها را با موفقیت پشت سر گذاشت. در حالی که این زنان در انتظار مرحله بعدی برنامه خود در ژوئیه ۱۹۶۱ بودند، آزمایش‌ها بدون هیچ هشدار یا توضیحی متوقف شد. دو دهه دیگر طول کشید تا ایالات متحده اولین زن خود، یعنی سالی راید را که یک اخترفیزیکدان تبدیل‌شده به فضانورد بود، به فضا بفرستد.

## دوران حرفه‌ای بعدی
در سال ۱۹۶۰، دیتریش نخستین زن در ایالات متحده شد که گواهینامه خلبانی حمل‌ونقل هوایی، که بالاترین مجوز اداره هوانوردی فدرال است، دریافت کرد. پس از آن، او در مشاغل خلبانی تجاری مشغول شد که تا دهه ۱۹۷۰ ادامه یافت. دیتریش در ورلد ایرویز که یک شرکت مستقر در اوکلند بود و در دوران جنگ ویتنام به یک پیمانکار نظامی کلیدی تبدیل شد، کار می‌کرد. در این سمت، او پروازهای منظم بین منطقه جنگی و پایگاه ورلد در فرودگاه بین‌المللی اوکلند را انجام می‌داد. بااین‌حال، مرگ خواهر دوقلویش در سال ۱۹۷۴ باعث شد که دیتریش به فعالیت خلبانی خود پایان دهد.
در سال ۲۰۰۶، موزه بین‌المللی زنان در هوا و فضا نمایشگاهی را به افتخار مرکوری ۱۳ با عنوان «زنان مرکوری: حلقه فراموش‌شده به آینده» افتتاح کرد. در ماه مه ۲۰۰۷، زنان مرکوری ۱۳ از دانشگاه ویسکانسین-اوشکاش دکترای افتخاری علوم دریافت کردند. دیتریش در طول ۳۴ سال حرفه هوانوردی خود، بیش از ۱۲٬۰۰۰ ساعت پرواز را در کارنامه داشت. او و خواهرش هرگز ازدواج نکردند. دیتریش در ۵ ژوئن ۲۰۰۸ در سان‌فرانسیسکو بر اثر مرگ طبیعی و در سن ۸۱ سالگی درگذشت.